# 劉明侯
劉明侯（1915年—1988年11月25日），字次公。合江省依蘭縣人。民國37年（1948年）在合江省選區當選第一屆立法委員

## 生平[1][2]
- 國立清華大學畢業
- 第五屆高等文官考試及格
- 中國國民黨中央政治學校高等科第一期畢業
- 國防研究院第四期畢業
- 中央信託局專員
- 國民參政會參政員
- 會計師
- 大學教授
- 民國77年11月25日病逝[3]